# インノサン少年十字軍
『インノサン少年十字軍』（インノサンしょうねんじゅうじぐん）は、古屋兎丸による日本の漫画作品。2008年より『マンガ・エロティクス・エフ』（太田出版）にて連載された。

## 概要
太田出版の漫画雑誌『マンガ・エロティクス・エフ』Vol.48からVol.72まで連載。十字軍遠征が盛んに行われていた13世紀のヨーロッパで、実際にあった少年十字軍運動を題材にして、聖都エルサレムを目指し行軍する少年達を待つ悲劇的な運命を描いている（実際の少年十字軍も悲惨な末路を辿っている）。
古屋兎丸特集が組まれた54号ではギャグ風味の4コマ漫画『インノサン旅日記』が挿話として描かれた。

## あらすじ
この名もなき少年たちが、歴史に名を残すことになる───。
1212年の春、フランス北部の田舎町。ごく普通の羊飼いとして生活していた少年エティエンヌは、ある日草原で不思議な喇叭の音を耳にする。行ってみると森の中に一通の手紙と美しい細工が施された一個の喇叭が落ちていた。手紙の送り主は･･･イエス・キリスト。十字架上の救世主を幻視したエティエンヌは髪と目の色が変わり、町を襲った盗賊を退ける奇跡を起こす。彼に感化された親友・ニコラを始めとする12人の仲間と共に、エティエンヌは「少年十字軍」を結成し、エルサレムを目指して旅立つことを決心する。希望に胸躍らせ行進する彼らに、次々と襲いかかる過酷な試練。だが彼らの穢れなき瞳は、遥か彼方の聖地、エルサレムを見据えていた･･････。
神の声に従い、エルサレムに向かうことを決意したエティエンヌと様々な思惑から彼と行動を共にし「少年十字軍」として活躍する少年達の物語。

## 登場人物

### 少年十字軍
エティエンヌ
主人公。12歳。母親と2人で暮らす羊飼いの少年。信心深く、人一倍天候に敏感で、彼の予報はよく当たると町では評判だった。争い事を好まぬ心優しい少年で、不思議な喇叭を手にしたことをきっかけに、少年十字軍のシンボルとして崇められるようになる。しかし、ニコラの変貌をきっかけに、段々逸脱していく隊の行く末を不安に感じている。ニコラやクリスチャンのようにはっきりした目的意識は無く、純粋な信仰心からエルサレムを目指す。旅の途中で立ち寄った町で娼婦の少女・イザベルに出会い、仄かに恋心のようなものを抱いた。ユーゴの庇護を失ったことで過酷な旅となり、大勢の仲間が死んでいく中で一人重圧から心を閉ざしてしまうが、イザベルが自分たちを追って売春宿を出たと知ると、今までの蟠りや緊張から解放されたかのように彼女に縋って号泣した。その後隠れ異端の村で匿われ、束の間の平穏な時を過ごす間に、イザベルへの恋心を自覚し、彼女と惹かれ合うようになっていく。
コレットの村を襲った惨劇の中、イザベルと遂に結ばれるが、嫉妬に狂ったクリスチャンによってイザベルを襲われ、彼の思いもよらない告白を受ける。しかし本性を現したミカエルがクリスチャンを殺し、アルビジョア十字軍にエティエンヌを売ったことで彼自身も危機に陥る。他派のキリスト教徒達に対する迫害を糾弾するもゴットフロワーに聞き入れられることは無く、コレット達共々火炙りにされそうになる。しかし突然降り出した黒い雨によって火は消され、恐れをなしたゴットフロワー達によって放浪の刑とされた。その後は磔台を背負って道々で病人や怪我人、半死人を癒したり、花を咲かせ水を清めたりする奇跡を起こしながら、当てもなく歩いていく。マルセイユに辿り着く頃には身体は既に死んでいたのか、骨と皮だけの痩せさらばえた姿となっていたが、エティエンヌの背後には彼の徳を慕う人々が列をなして後を追い、国中で“奇跡の子”として崇められるようになる。やがて人々はエティエンヌの口から漏れた喇叭の音に従い、海が割れていく奇跡を目撃する。噂を知ったミカエル達も現れ大衆の前でエティエンヌを異端審問に掛けるが効き目は無かった。奇跡を起こさせまいとしたミカエルによって胴に杭を打たれ、行方を突き止めたニコラ達がエティエンヌを見つけ出した時、既に彼は息絶えていた。しかしイザベルの胎にはエティエンヌとの子が宿っており、月満ちて生まれた男児は父と同じエティエンヌという名を付けられた。16年後の第6回十字軍には若き騎士として列せられ、無血開城による悲願のエルサレム奪還を果たしたという。
モデルは実際にフランス少年十字軍を指揮した少年・エティエンヌ。
ニコラ
12歳。養豚場を営む叔父と暮らす。エティエンヌの親友で、彼とはちょくちょく一緒に遊ぶ。両親は既に亡くなっているが、父が十字軍の一人として従軍し、異教徒に殺害された事から、異教徒を激しく恨んでいる。また十字軍や騎士に憧憬を抱いており、その思いは自らの額を切り裂いて「一人前」であることを証明しようとする程熱狂的。騎士の影響からかアンリやマルクと一緒にチャンバラごっこをして遊んでいたこともあった。十字軍結成後はクリスチャンから隊長に任命される。テンプル騎士団の一員であるユーゴと出会ってからは、隊の面々が勝手な行動をしないように厳しい罰を設けたり、ユーゴの助言に従い過激な言動をするようになるなど、意識がどんどん常軌を逸してきていた。しかしユーゴの策略が露見した後は彼に失望し混乱するも、またエティエンヌと元通りの仲良しに戻った。だが彼の庇護を失ったことで旅は過酷になり、道中で大勢の仲間を失いつつも、やっとのことで隠れ異端の村に匿われ、そのうちコレットに仄かな好意を抱くようになる。
盗賊に襲われた所を碌に戦わず、泣いてばかりだったアンリとは半ば絶交状態だった。しかし彼が幼稚な選択の末、ユーゴに暴行された挙句に死ぬという悲惨な最期を見て、自らの行動を慚愧するようになる。アンリや仲間たちの仇討ちのため、ギー、ロランとユーゴの居城へ乗り込み、ロランという犠牲を払いつつも本懐を遂げたが、自分達が留守の間村がアルビジョア十字軍に襲われ、コレット達が火刑に処される最悪の状況を目の当たりにする。消息を絶ったエティエンヌの行方を探し、ギーと二人で当てもなく旅立つが、馬を失った旅は過酷極まりなく、行き倒れかけた所を聖マグダレア女子修道院の人々に救われた。やがて各地で奇跡を起こす磔台の人の噂を聞き、ニコラ達はそれが火刑を逃れたエティエンヌだと確信。再会したイザベルと共に彼が居るというマルセイユに向かう。しかしニコラ達がエティエンヌを発見した時には既にエティエンヌは死亡しており、ニコラはエティエンヌの亡骸の前で、旅のきっかけとなった喇叭やキリストの幻視は、自分がエルサレム行きたさにクリスチャンと共謀した事であると涙ながらに懺悔した。
その後はギー共々マルセイユで暮らし始め、ギーが若くして亡くなった事で十字軍唯一の生き残りとなる。そしてこの物語の語り部が70年後の老いたニコラであることが明かされ、彼がエティエンヌにもう一度額の傷にキスをして欲しいと思いを馳せた所で、物語は終幕する。
モデルは実際にドイツ少年十字軍のリーダーだった青年・ニコラス。
クリスチャン
14歳。一見すると女性にも見える美少年。口調は女っぽい。商人の家に生まれたので無学の子が多い十字軍の中でも貴重な修学者。十字軍では経理担当。出立の際には本を携えており、その本には他国の技術や催眠術など様々なことが記載されている。隊員の勝手な振る舞いを封じる為の規律を設けたり、いざという時の為の紹介状を持参したりと、用意周到且つ注意深い性格で、カタリ派についてエティエンヌに説明するなど博学な一面も見せる。知識に貪欲で、彼がエルサレムを目指す理由もエルサレム方面にある“秘術”の奥義を知る為であり、信仰心によるエルサレム巡礼は二の次である。それ故「知識＝原罪の要因」と捉える修練士のミカエルとは折り合いが悪い。
「エティエンヌへの恩返し」という合理的な理由で彼に従うギーを気に入っている。余りにも上手くいき過ぎる旅の行程に不穏なものを感じ、ユーゴの後を付けて彼の策略を見抜いた功績を持つ。実は密かにエティエンヌに想いを寄せており、彼がイザベルと愛を語らうことを快く思っていない。
結果としてその嫉妬心から、エティエンヌと結ばれたイザベルをナイフで刺してしまう。そこで自身の目的である秘術が女性になる為であることを語り、エティエンヌに自身の想いを告白するが、その直後ミカエルに心臓を杭で打ちぬかれ死亡する。
アンリ
10歳。エティエンヌ、ニコラの友人。泣き虫で家族にも気弱な性格を心配されている。子供達の中では一番無垢、即ち無知であり、この事が彼の行く末を破滅させる原因になる。十字軍では副隊長に任命される。しかし十字軍結成後は、剣術に長け男らしいギーを模範として強くなることを目指し、一方的ながらライバル視するようになる。しかし道中で盗賊に襲われた際は泣いてばかりで結局何もできず、結果としてルークと他の小さい子供らを大勢死なせてしまう。失われたニコラの信頼を取り戻すべく脱走者抑止の見張りを買って出るが、雨に紛れて逃走を図ったマルクとレミーを止めようとして、マルクを殺してしまう。
進退窮まったところで、リリアンを奪還することでニコラの信頼を取り戻すようにロランに提案され彼について行くが、実はそのロランは彼になりすましたリリアンであり、アンリはユーゴに捕らえられてしまう。その後ユーゴから性的暴行を受けるも、必死の抵抗を見せた結果ユーゴの怒りを買い、瀕死になる程の暴力を受けた後、城からゴミと共に投棄されたところをニコラ達に発見される。ニコラとお互いに謝罪しあい仲を取り戻した後、尖った枝に喉を突き刺して自殺を図り、死に損なって苦しんでいた所をギーに介錯され絶命した。
ルーク
14歳。エティエンヌ、ニコラの友人。常に笑顔を絶やさない快活な性格の少年。家は皮なめし業を営んでいる。十字軍では第一参謀に任命され、旗手も務める。旅に出た理由も「仕事をサボれるから」という実に子供らしい理由である。数少ない年長者の一人であり、年齢の低い子供達の面倒もよくみていた。滅多に怒らないがユーゴの真意を知った時はその狡猾さにいきり立っていた。彼を慕っていたニコラを元気づける優しさも持つ。道中で盗賊に襲われた際は旅の資金を守る為勇敢に立ち向かっていったが、呆気なく首を半分切断されて殺されてしまった。
マルク
13歳。エティエンヌ、ニコラの友人。明るい性格で場を和ませるのが特技。レオナルド人形（イタリア製）というパペットを常に持ち歩き、腹話術で彼と軽快な漫才を見せる。アンリ、ルークと行動を共にすることが多く、十字軍では第二参謀に任命される。十字軍遠征には遠足気分で参加していたが、段々過酷になる行程に恐怖を覚え、故郷に帰してもらおうとレミーと一緒にユーゴの元へ行こうとする。しかしニコラに失望されたくないアンリによって刺し殺され、帰らぬ人となってしまう。
ギヨーム
12歳。町でも権力者にあたる領主の息子で、親の威光を笠に着て威張る嫌味な性格。その為アンリ達には嫌われており、気性の荒いニコラとは度々喧嘩になる。エティエンヌの奇跡をきっかけに「名誉を掴むチャンスだ」と父親にせっつかれ、十字軍に参加する。日頃の行いのせいで軍に入るのは難しいかに思われたが、この時父親が提案した「金」よりも彼らにとって魅力的な「隊服」を提供し、ニコラ達の心を掴む事に成功する。しかし性行はお世辞にもいいとは言えず、子供でありながら旅先で幾度も売春宿に出入りし、「奇跡の喇叭」をエティエンヌから掠め取るという騎士としてもキリスト教徒としても最低の姿を曝した。その結果激昂したニコラに殺されそうになるが、レミーの頼みで小指を切り落とされるのみに留まった。以来ニコラに並ならぬ憎悪を抱くようになり、最終的には彼の手から預金証を奪い、ピエールとリリアンを引き連れテンプル騎士団へ入団してしまった。
その後、テンプル騎士団入団の儀式として、ユーゴの目の前で、ピエールとリリアンと殺し合いをさせられることになり、ピエールを惨殺し、リリアンも刺殺するが、自身もリリアンの剣に喉を貫かれ、相討ちとなり死亡する。
ピエール
11歳。ギヨーム同様金持ちの家の子で、常に彼の後を付いて回る腰巾着。彼もまた嫌な性格の持ち主で、娼婦相手にも平気でいやらしい真似をする好色な面も持つ。しかしそのうちに淫行がばれ、ニコラに鞭打ち百発という厳しい罰を食らった。下り坂になる旅の行程に嫌気が差してギヨームと共にテンプル騎士団へ寝返ってしまう。
最後はユーゴの目の前で、ギヨームとリリアンと殺し合いをさせられ、ギヨームに惨殺されてしまう。
レミー
12歳。町で一番愛くるしい少年だったが、ハンセン病に冒され今では町中から腫れ物扱いされるようになってしまった。らい菌に冒された醜い容姿を隠す為に顔をマスクと包帯で隠している。病気の平癒を神に祈る為にエルサレムへ向かう。自身が病気であるためか命の重みを一番理解しており、ギヨームらの命も助けてあげるようにニコラに頼んだ。
旅の途中、ユーゴからスッカル（砂糖のこと。当時は万病に効くとされた）の施しを受けるが、旅が過酷になっていくにつれ、その影響からか病状が悪化、目が見えなくなってしまう。それ以降死の恐怖に取り憑かれてスッカル依存症に陥り、マルクと共に軍を抜けてユーゴにスッカルをもらいに行こうとする。
しかし、マルクがアンリに殺害されることで脱走は失敗に終わる。アンリはリリアンに騙されてテンプル騎士団へと赴くが、レミーは足手まといとの理由でおいて行かれてしまう。その後、自力でニコラ達のもとへ戻るが、その時点で衰弱しきっており、助からない状態だった。最期は仲間達に看取られる中、マスクと包帯をはずし素顔を晒しながら「自分の醜い顔では天国へいけない」と嘆くが、エティエンヌから「レミーは確実に天国へ入れてもらえる」と励まされ、安堵しながら息を引き取る。
ロラン
11歳の双子の兄弟でリリアンの兄。当時横行していた双子の迷信に惑わされた心無い人々の噂によって、母親が自殺してしまった暗い過去を持つ。そんな母の為に祈り、神の力で母を天国へ行けるようにしてもらうのが兄弟二人の願いである（キリスト教では自殺は罪悪とされている為、自殺者は地獄へ堕ちるとされていた）。
弟思いの社交的な性格の少年で他のメンバーともすぐ打ち解けた。
双子の血の成せる業か、テレパシー能力を持ち、この能力を生かしてリリアンと連絡を取り合ったり、旅を経るうちに長蛇の列となった隊を整理する役割を担うことになる。
リリアンが少年十字軍を脱退した後も、彼のことを案じ続け、ニコラ達がアンリを救出しようとユーゴのもとへ向かう際に、リリアンを奪還する為に同行する。
リリアンからの助けを求めるテレパシーを受けることで、再び繋がり合う事は出来たものの、結果としてリリアンの死を彼の視点で見てしまうという残酷な結末に終わる。その後、リリアンの死体が城から投棄される所を発見して無念の再会を果たす。直後、ニコラ達に追いかけられているユーゴを発見し、あと一歩で逃げおおせそうになるユーゴを必死に捕まえるが、彼の持つ短刀に首や顔、目を滅多刺しにされてしまう。しかしそれでもユーゴを離すことなく、ニコラ達の前へ引きずり落とす事になり、トドメをニコラ達が刺すことになる。そのままロランもリリアンの死体と寄り添うように死亡する。
リリアン
11歳の双子の兄弟でロランの弟。リリアンには首筋に痣がある。
しっかり者のロランに劣等感を抱いており、兄と一緒くたに見られることを嫌い、その反動か、仲間内でも評判の良くないギヨーム達と付き合うようになる。その頃から、テレパシー能力を使うことを拒否するようになり、素行も段々と悪くなっていく。その結果ギヨーム、ピエールと共に鞭打ち百発の刑を食らうことになった。その後ギヨーム、ピエールと一緒に軍を裏切り、テンプル騎士団に入団してしまうが、入団の儀式と称して、ユーゴの男色の餌食となってしまう。
その後、自分をロランと偽ってアンリをテンプル騎士団に連れて行き、同じようにアンリもユーゴの餌食となってしまう。
更には入団の儀式と称したユーゴの嗜好で、ギヨーム、ピエールと殺し合いをさせられることになる。テレパシー能力でロランに助けを求め、通じ合うことはできたが、助かることは叶わず、ギヨームと相打ちになり死亡する。
ミカエル
12歳。シトー修道会に属する少年修道士。会の修道士達が告解の時に役立つだろうということで隊に同行させた。精神遅滞の気があり、舌足らずな喋り方だが、隊のメンバーの誰よりも神の教えの真髄を理解している。また声が美しく歌を歌うのが得意で、エティエンヌにも「天使のようだ」と称賛された。
教えに反する『禁断の木の実』たる“知識”を追い求めるクリスチャンを罪深い人間と認識しており、一度は口論になりかけたこともある。エティエンヌを奇跡の子として純粋に慕っており、クリスチャンに余り近付くなと注意した。しかし自分は本当に神の僕なのかと悩むエティエンヌを見て、救世主の偶像に囚われず人間らしさを失わない彼を嬉しそうに見ていた。エティエンヌの告解の時にエロスとアガペーの違いを説き、イザベルのことも娼婦故か、それとも別の理由があるのかは不明だが、「悪魔」と呼んで蔑んだ。
作中終盤、実は精神遅滞というのは偽りであり、健常者であったことが発覚。元は修道会のモレーム修道院院長の不義の子であり、食い詰めた母親に売られて父に引き取られた過去を持つ。本性は（当時の）カトリックの思想に染まりきった狡猾な知恵者。クリスチャンやイザベルへの侮蔑的な態度もそうした思想に基づいての物だったが、教会に尽くすことで父に認められたいという健気な一面もある。クリスチャンの殺害を皮切りに仲間たちを追い落とし、“神の子”エティエンヌの抹殺を目指して暗躍するが、それらは結局実を結ばず、エジプト・アレクサンドリアにて多くの子供達と奴隷として売り飛ばされる結果に終わった。
ギー
14歳。エティエンヌの町を襲撃した盗賊団の一員で、金の為なら人殺しも厭わない冷酷さを持つ。エティエンヌによって盗賊達が追い払われた後、一人捕らえられた彼は町中で曝し者にされてしまう。しかし可哀想に思ったエティエンヌによって解放され、十字軍の一員に加わる。彼が聖地へ赴く理由はないが、自分を認めてくれた仲間達の為に命をかけようとする、仲間思いで義理人情に篤い一面が発覚する。元盗賊だけあって軍の中では最も武器の扱いに慣れており、アンリに目標とされている。
特に体の弱いレミーには優しく接し、旅の途中でも彼を自身の愛馬であるジャンに乗せ、また彼の死には涙を流していた。同様にアンリを介錯した際には、神様に自身が地獄にいく代わりにアンリを天国に連れていくように懇願しながら涙を流していた。
その後も、少年十字軍の数少ない武闘派戦力して、ニコラと共にユーゴを討伐するなど様々な活躍をして、少年時代を生き延びた数少ないうちの一人となる。
少年十字軍が解散した後は、マルセイユに住みつき革職人の仕事をしていたが、25歳の時に金品目的の強盗に襲われ死亡する。既に剣を捨てた身であり、過去故に思うところもあったのか、無抵抗で斬られたという。
登場時から右目を眼帯で隠しており、死亡するまで外されることはなかったが、眼帯をしている理由については不明。

### テンプル騎士団
ユーゴ
最初の町で少年十字軍が出会った屈強な騎士。最初は彼らを信用せず、「十字軍の名を騙る生意気な子供達」扱いし、奇跡を起こせなければ殺すとエティエンヌを脅した。エティエンヌが喇叭で盲目の老婆の眼を癒すと己の非を認め十字軍に協力するようになる。騎士に憧れるニコラが自分を崇拝していると知ると、彼を弟分扱いしてくれるようにもなった。度々訪れる街へ先回りして歓迎の準備をしたり、十字軍の財産管理を引き受けたりと、いろいろ親身になって十字軍を案じてくれるが、その真意は卑劣なもので、彼らの名声を利用して1187年の騎士団の敗北以降失った信頼を回復しようという魂胆だった。エティエンヌが先々で起こした奇跡も、ユーゴがあらかじめ金で買収した者達による演技によるものだった。彼自身も実際は騎士団の宣伝役のようなもので本当の騎士ではなく、マトモに剣も振ったことはない。彼の業績は認められ、後に南フランスに自分の城を持つほど出世した。騎士団の特殊な入団の儀式のせいか男色趣味も持ち合わせており、少年十字軍の中でも特にアンリを目につけていた。ニコラとギーが騎士団領を訪れた際も美男美女を傍に侍らせていた。
少年十字軍を離脱したギヨームとピエール、リリアンを迎え入れ、リリアンにアンリを攫わせ、全員を自身の男色の餌食にした。その上でギヨーム、ピエール、リリアンにテンプル騎士団入団の儀式という名目で殺し合いをさせ、全員死亡させる。更にアンリに抵抗されたことから激高し、瀕死になる程の暴力を加えた上で城から投棄する。結果としてアンリは自殺してしまう。その他にも少年十字軍から逃げ出してきた多数の少年達を迎え入れるが、そのまま奴隷として売り飛ばしてしまう。
その後、城から移動しようと外に出たところを、ニコラとギーの急襲を受け、城に逃げ帰ろうとするが、あと一歩のところでロランに邪魔をされ、彼を殺害するが、彼の足止めによりニコラ達の前にさらされてしまい、必死に命乞いするが、首を斬りおとされ死亡する。

### 町の人々
エティエンヌの母
エティエンヌを見守る優しき母。息子が神に選ばれた事を祝福するが、その一方で複雑な感情も抱く。
ニコラの叔父
親を亡くしたニコラを養育した。騎士フリークのニコラを馬鹿にしていたがエティエンヌの奇跡以降掌を返したように褒めちぎる現金な性格。
ギヨーム、ピエールの父
町でも有力者に当たる金満家。少年十字軍結成の話を聞くと、後れを取るまいと息子達に参加するよう促した。
ルークの家族
両親と祖母で構成されている。息子を大切に思うごく普通の家族。「笑顔を忘れるな」とルークにアドバイスした。
アンリの家族
両親に妹一人。泣き虫のアンリを終始心配していた。
マルクの祖父母達
曾々祖父母に至るまで長寿の家族のようだ。
クリスチャンの父
息子同様現実的で、東方との有力なパイプを作ってくるように息子に頼む。

### その他
イザベル
エティエンヌ達が旅の途中で立ち寄った町の少女。ルークの見立てによれば14、5歳。初登場から終盤までは口が利けなかった。若年ながら身を売って暮らす娼婦で、愛想が無いと店の女主人に叱られてばかりいた。しかし下層に生きてはいても純粋な心は失っておらず、町を訪れたエティエンヌを見て涙を零し、自らの髪を香油で濡らして彼の靴を拭こうとするほどエティエンヌに敬服している。彼の後を追って行列に紛れ、隠れ異端の村で再会してからは互いに惹かれ合い、愛し合うようになる。
エティエンヌと結ばれた直後に、クリスチャンに背中をナイフで刺され、川に流されて死亡したと思われていたが、修道女達に救われて一命をとりとめ、その時に口が利けるようになる。この時点で子供を身籠っており、生まれた子供の名はエティエンヌとなった。
コレット
エティエンヌ達が匿ってもらった村に住むヴァルド派の説教者。当時ワルド派は異端扱いされていた為、教会の迫害を逃れて信者達と共に小さな村を形成し、穏やかな生活をしていた。見ず知らずの少年十字軍の子供達を温かく迎え、質素ながらも美味しい食事と寝床を彼らに提供した母性溢れる優しき女性。殆ど迷子に近いイザベルのことも預かり、心の何処かでイザベルの職業を軽蔑する気持ちを持っていたエティエンヌを厳しく諭す一面も持つ。
ゴッドフロワーとは意見が対立していたが、結局折り合いはつかず、村を襲撃され捕縛されてしまう。最期はエティエンヌの目の前で火炙りにされ死亡する。
ニコラから想いを寄せられていたが、彼が村を離れ戻ってきた時には、焼き尽くされた骨のみの姿での再会となってしまった。
ゴッドフロワー
当時の南フランスに台頭していたアルビ派を征討する為にやって来たアルビジョア十字軍の神父。少年十字軍の噂を聞きつけ村にいるエティエンヌに会いに来た。異端者を断罪する事を正義と信じて疑わない、当時の典型的なヨーロッパ人的性格を持ち、「異端だからといって殺していい訳がない」と言うエティエンヌに眉を顰める。
その後徹底した調査とミカエルの背信により、素性を暴かれたコレット達を追い詰め、異端断罪の名目の下虐殺を開始。無関係の少年十字軍は見逃そうとしたものの、鞭打ちされても引かないエティエンヌを「異端に汚染された者」と見做し、村の人間同様処刑しようとする。しかし突如降ってきた黒い雨に松明を消されたため、已む無く火刑を断念。エティエンヌの肉体に彼への施しを禁じる文を彫り刻み、流浪の刑に処することとした。
ベルナール
シトー会が運営するモレーム修道院の院長。ミカエルの父親。聖職者でありながら戒律を破って性交渉を持ちミカエルが生まれたが、彼の母親に恐喝される形で息子を押し付けられ、手切れ金を渡してミカエルを引き取る。
ミカエルに策を授けて暗躍させ、少年十字軍の影響を利用して教皇の座を狙っていた。最終的にミカエルの厄介払いも兼ねて少年十字軍を奴隷に売り渡す鬼畜の所業に出る。そのせいかは定かではないが、結局彼が教皇の地位に就くことは無かったと後にニコラによって語られた。
盗賊
ユーゴの領内に程近い森で少年十字軍を襲った盗賊達。ルークや他の幼い子供達を容赦なく殺戮し、金品を奪って去っていった。クリスチャンの推測ではユーゴの取引相手のベルベル人かムーア人かと思われる。

## 書誌情報
- 古屋兎丸『インノサン少年十字軍』太田出版、全3巻
  1. 上（2008年10月21日発売[2]、ISBN 978-4-7783-2068-3）
  2. 中（2010年2月4日発売[3][4]、ISBN 978-4-7783-2105-5）
  3. 下（2012年2月16日発売[5]、ISBN 978-4-7783-2158-1）